# Grzegorz Nagórski

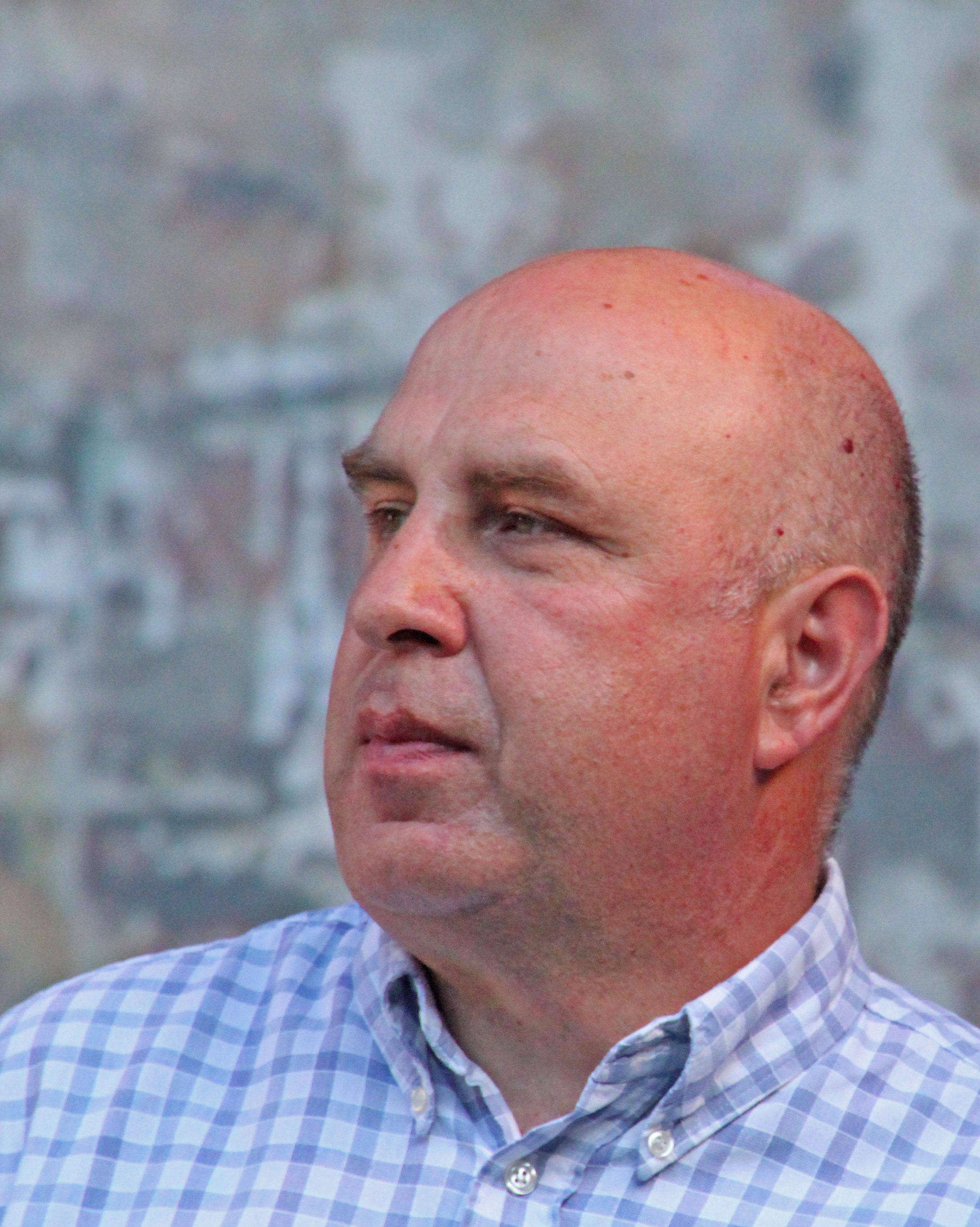
Grzegorz Nagórski bei Jazz im Palmengarten (2017)

Grzegorz Nagórski (* 11. April 1964 in Tczew) ist ein polnischer Jazzmusiker (Posaune, auch Euphonium, Komposition).

## Leben und Wirken
Nagórski begann elfjährig mit dem Musikunterricht; er spielte zunächst Tuba und Bassgitarre. Auf der weiterführenden Schule in Gdańsk erhielt er dann Posaunenunterricht. 1982 hatte er sein professionelles Debüt auf dem Jazz Piano Festival in Kalisz in der Band von Jan Ptaszyn Wróblewski. Im Folgejahr begann er mit dem Studium an der Karol-Szymanowski-Musikakademie Katowice, an der er 1987 seinen Bachelor machte. Ab 1990 setzte er seine Studien an der Florida Atlantic University in Boca Raton und dann an der University of Miami fort, wo er 1993 seinen Master absolvierte.
Bereits während der 1980er Jahre trat er mit der Jazz-Funk-Band Young Power auf (auf Tourneen auch in Deutschland, Schweden und Norwegen), mit der er zwei Alben einspielte. Während des Studiums in den USA spielte er mit Ira Sullivan, Tito Puente, Ray Charles, Maria Schneider, Red Rodney, Michael Brecker, Joe Henderson, Slide Hampton, Arturo Sandoval und Pete Minger.
Ab Mitte der 1990er Jahre spielte Nagórski in Europa mit Henryk Miśkiewicz (Ja nie chcę spać), Zbigniew Namysłowski, Kuba Stankiewicz (Chopin Songbook), Piotr Wojtasik, Robert Majewski, Jarosław Śmietana, Maciej Sikała, Leszek Możdżer und Claus Raible (Loopin’ with Lea). Ferner gehörte er der Jazz Bigband Graz an und ist auf ihren Alben mit Bob Brookmeyer und Ed Neumeister zu hören. Weiterhin arbeitete er mit Grzegorz Angorski (Dedication) und mit Adam Pierończyk, mit dem er 2017 auch in Deutschland auf Tournee war.
2008 wurde sein erstes Album unter eigenem Namen veröffentlicht, Dedication, auf dem er im Quartett mit Paweł Tomaszewski (Piano), Andrzej Święs (Bass) und Łukasz Żyta (Schlagzeug) eigene Kompositionen vorstellt. 2012 folgte Over and Over. Er trat auch auf einigen Jazz-Festivals auf, unter anderem auf dem ältesten polnischen Musikfestival Jazz Jamboree, dem Salzburger Jazz-Herbst und dem Molde International Jazz Festival in Norwegen.
Für die University of Miami arbeitete Nagórski von 1992 bis 1994 als Lecturer, innerhalb der Abteilung für Jazz. Von 1994 bis 1995 lehrte er dann an der Florida Atlantic University. Als Lehrer für Jazz arbeitete er seit 1999 auch für die Fryderyk-Chopin-Universität für Musik in Warschau und für die Karol-Lipiński-Musikakademie Breslau. Er gehört zum Lehrkörper der Jazzabteilung der Musikakademie Krakau, an der er 2005 promovierte, und ist Mitarbeiter am Jazz-Institut der Karol-Szymanowski-Musikakademie Katowice.

## Preise und Auszeichnungen

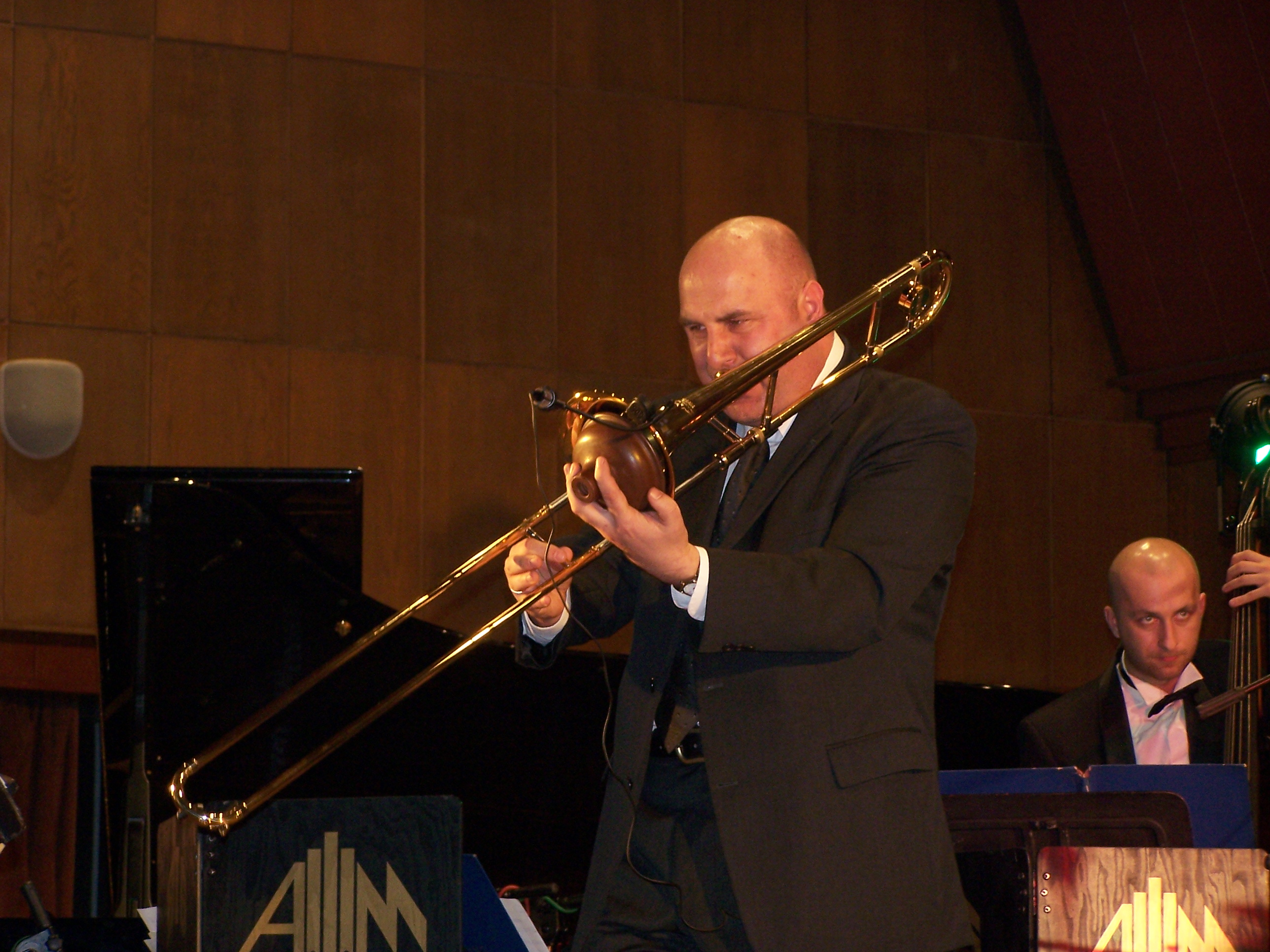
Grzegorz Nagórski

1983 wurde er im Nationalen Wettbewerb für Jazzimprovisation in Polen ausgezeichnet. Seit 1996 führt er den Leserpoll des Jazz Forum als bester Posaunist an. Für sein Album Dedication erhielt er 2013 einen Fryderyk.